# Strade provinciali della città metropolitana di Bologna
Questo è un elenco delle strade provinciali presenti sul territorio della città metropolitana di Bologna (fino al 2015 provincia di Bologna).
La città metropolitana gestisce 91 strade provinciali per una estensione pari a circa 1.200 km.

## Strade provinciali
Questo è l'elenco delle strade provinciali presenti sul territorio della città metropolitana di Bologna:
- SP 1 Palata
- SP 2 Via delle Budrie
- SP 4 Galliera
- SP 5 S. Donato
- SP 6 Zenzalino
- SP 7 Valle dell'Idice
- SP 8 Castiglione-Baragazza-Campallorzo
- SP 9 Crevalcore-Galeazza
- SP 10 Bevilacqua
- SP 11 S. Benedetto
- SP 12 Basso Reno
- SP 13 La Coronella-Ponte Panfilia
- SP 14 Valsanterno
- SP 15 Bordona
- SP 16 Via Lunga
- SP 17 Casalfiumanese
- SP 18 Padullese
- SP 19 San Carlo
- SP 20 San Pietro in Casale-SS 64
- SP 21 Val Sillaro
- SP 22 Valle dell'Idice-SS 65
- SP 23 Ponte Verzuno-Suviana
- SP 24 Grizzana
- SP 25 Vergato-Zocca
- SP 26 Valle del Lavino
- SP 27 Valle del Samoggia
- SP 28 Croce dell'Idice
- SP 29 Medicina-S.Antonio di Quaderna
- SP 30 Trentola
- SP 31 Colunga
- SP 32 Mordano Bagnara
- SP 33 Casolana
- SP 34 Gesso
- SP 35 Sassonero
- SP 36 Val di Zena
- SP 37 Ganzole
- SP 38 Monzuno-Rioveggio
- SP 39 Trasserra
- SP 40 Passo Zanchetto-Porretta Terme
- SP 41 Castelfranco
- SP 42 Centese
- SP 43 Badi-Rio Confini
- SP 44 Bassa Bolognese
- SP 45 Saliceto
- SP 46 Castelmaggiore-Granarolo
- SP 47 Baricella-Altedo
- SP 48 Castelli Guelfi
- SP 49 Imperiale
- SP 50 S.Antonio
- SP 51 Medicina-Bivio Selice
- SP 52 Porretta-Castel di Casio
- SP 53 Bivio Selice-Mordano
- SP 54 Lughese
- SP 55 Case Forlai
- SP 56 Dozza
- SP 57 Madolma
- SP 58 Pieve del Pino
- SP 59 Monzuno
- SP 60 S.Benedetto Val di Sambro
- SP 61 Val di Sambro
- SP 62 Riola-Camugnano-Castiglione
- SP 63 Bivio Lizzo Castel di Casio
- SP 64 Granaglione-SS 64
- SP 66 Querciola-Confine Modenese
- SP 67 Marano-Canevaccia
- SP 68 Val d'Aneva
- SP 69 Pian di Venola-Ca' Bortolani
- SP 70 Valle torrente Ghiaie
- SP 71 Cavone
- SP 72 Campolo-Serra dei Galli
- SP 73 Stanco
- SP 74 Mongardino
- SP 75 Montemaggiore
- SP 76 Stiore
- SP 77 Guiglia
- SP 78 Castelfranco-Monteveglio
- SP 79 Pian di Balestra
- SP 80 Cardinala
- SP 81 Campeggio
- SP 82 Gaggio-Masera
- SP 83 Tangenziale di San Giovanni in Persiceto (dal km 0 al km 4.400)
- SP 86 Lungosavena
- SP 87 Nuova Galliera
- SP 88 A1-Valsamoggia
- Fondo Valle Savena

## Strade riclassificate
Nel 2001 alcune strade statali sono diventate strade regionali secondo il decreto legislativo n. 112 del 1998. La Regione Emilia-Romagna non prevedendo strade regionali ha affidato alle singole province la gestione delle stesse, classificandole come "SP R".
Pertanto sono di competenza della città metropolitana le seguenti strade ex-statali:
- SP 253 San Vitale (dal km 27.180 al km 39.080)
- SP 255 di San Matteo della Decima
- SP 324 del Passo delle Radici (dal km 3.094 al km 24.796)
- SP 325 di Val di Setta e Val di Bisenzio
- SP 610 Selice o Montanara Imolese
- SP 632 Traversa di Pracchia

Il 1º aprile del 2021 alcune strade provinciali, per un totale di 177 km, sono state riclassificate e trasferite sotto la gestione ANAS.
Questo è l'elenco delle strade, ex provinciali, riclassificate:
- SP 3 Trasversale di Pianura
- SP 84 Circonvallazione di Crevalcore
- SP 85 Fondo Valle Savena
- Il tratto dal km 4.400 a fine strada della tangenziale di San Giovanni in Persiceto

assieme ad alcune strade passate sotto la competenza provinciale già nel 2001 e che quindi tornano allo Stato:
- Strada statale 65 della Futa
- Strada statale 253 San Vitale (fino all'innesto con la SP 3, km 27.180)
- Strada statale 324 del Passo delle Radici (fino all'innesto con la SP 623, km 3.094)
- Strada statale 568 di Crevalcore
- Strada statale 569 di Vignola
- Strada statale 623 del Passo Brasa